# Parribacus holthuisi
Parribacus holthuisi är en kräftdjursart som beskrevs av Forest 1954. Parribacus holthuisi ingår i släktet Parribacus och familjen Scyllaridae. IUCN kategoriserar arten globalt som otillräckligt studerad. Inga underarter finns listade i Catalogue of Life.